# 高雄市立圖書館總館
高雄市立圖書館總館是高雄市立圖書館館群的總圖書館，位於臺灣高雄市前鎮區亞洲新灣區。由高雄市政府自行籌資興建，建築樓高8層，及地下1層，並以捐款人為樓層命名，為高雄市最大的公共圖書館館舍。

## 歷史
- 1916年（大正5年）：打狗的日本人成立「打狗文庫協贊會」，並創立圖書館。
- 1924年（大正13年）：2月，移由高雄俱樂部管理。
- 1925年（大正14年）：3月，高雄市役所捐款繼承，改為「市立高雄圖書館」。
- 1927年（昭和2年）：6月遷至原第一幼稚園處（高雄愛國婦人會館西側）。
- 1931年（昭和6年）：5月遷至鼓山路與五福路口的公會堂。
- 1945年：第二次世界大戰時，館舍不幸毀於高雄大空襲，因此租賃館舍於鼓山一路，改名民眾教育館。
- 1949年：遷至中正四路，並更名為高雄市立中山圖書館。
- 1954年：遷至民生二路39號（現高雄文學館），定名為高雄市立圖書館總館。
- 1981年8月：原有館舍不敷使用，遷至民生二路80號新建之民眾活動中心作為新址辦公使用。
- 2010年：考量民生路館舍已趨近老舊，且原規劃建築結構為民眾活動中心之用，該館結構並未符合建築法規所規定之載重量，因此館內並無藏書，無法提供圖書借閱服務。為此本年開始招標選定於高雄市的新光路上建置新總館，[6][7]最後由劉培森建築師事務所獲得第1名。
- 2012年10月12日：高雄市立圖書館總館動工。[8]
- 2013年1月起：開始進行圖書購買及「募新書百萬 傳愛智代代」活動[9]，首創以網路選書捐款，大額捐助以館內空間冠名、小額募款以書本封面里冠名的方式開放所有民眾捐款募書，預計民間募款5億，藏書達到100萬冊[10]。
- 2014年11月13日：完工開館啟用典禮。13日至16日進行系統測試，開放全館B1~RF參觀及館內閱讀。
- 2014年11月18日：啟動試營運，開放3-7樓借閱服務。
- 2015年1月1日：正式營運。

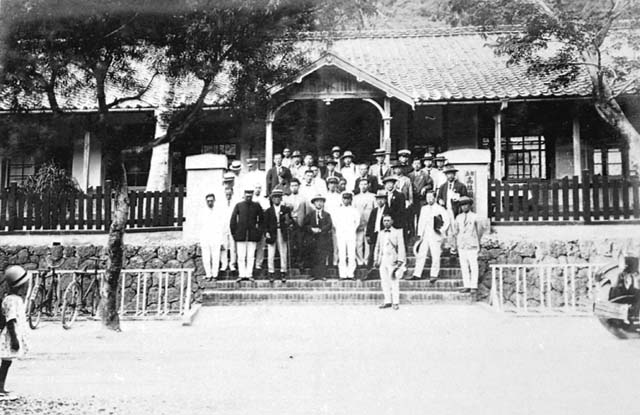
日治時期的高雄圖書館
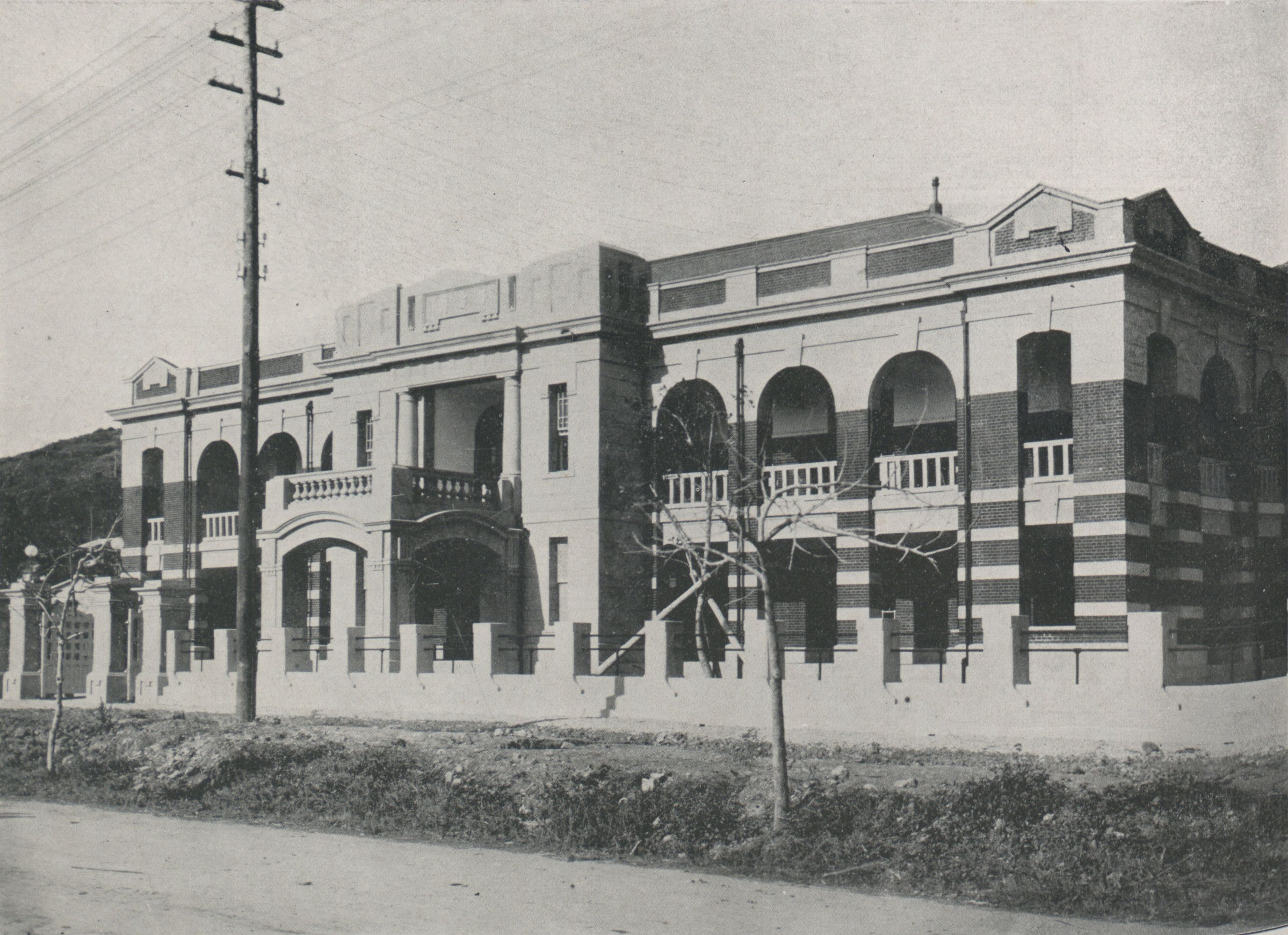
曾設有高雄圖書館的高雄公會堂
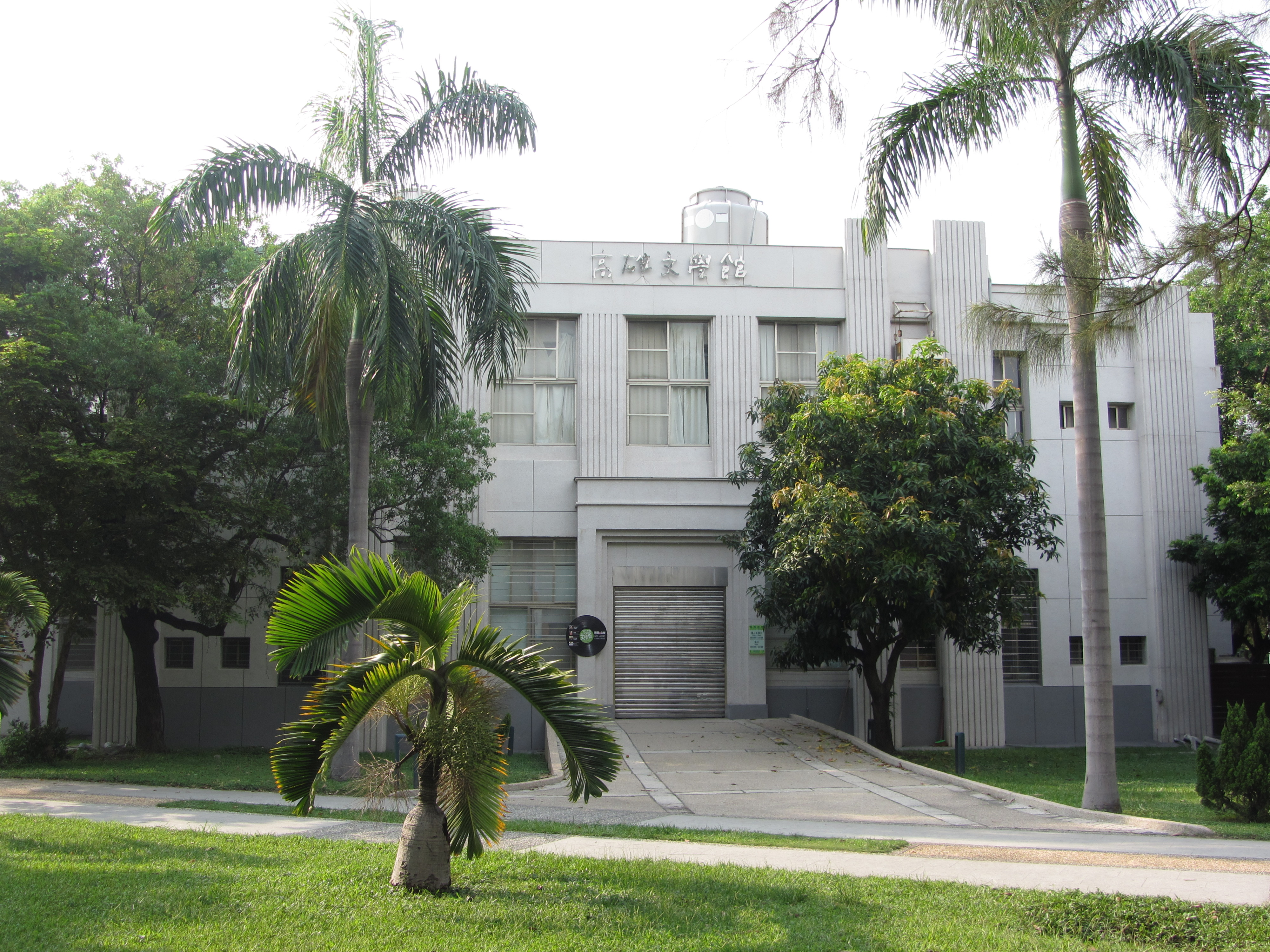
現為高雄文學館的舊總館
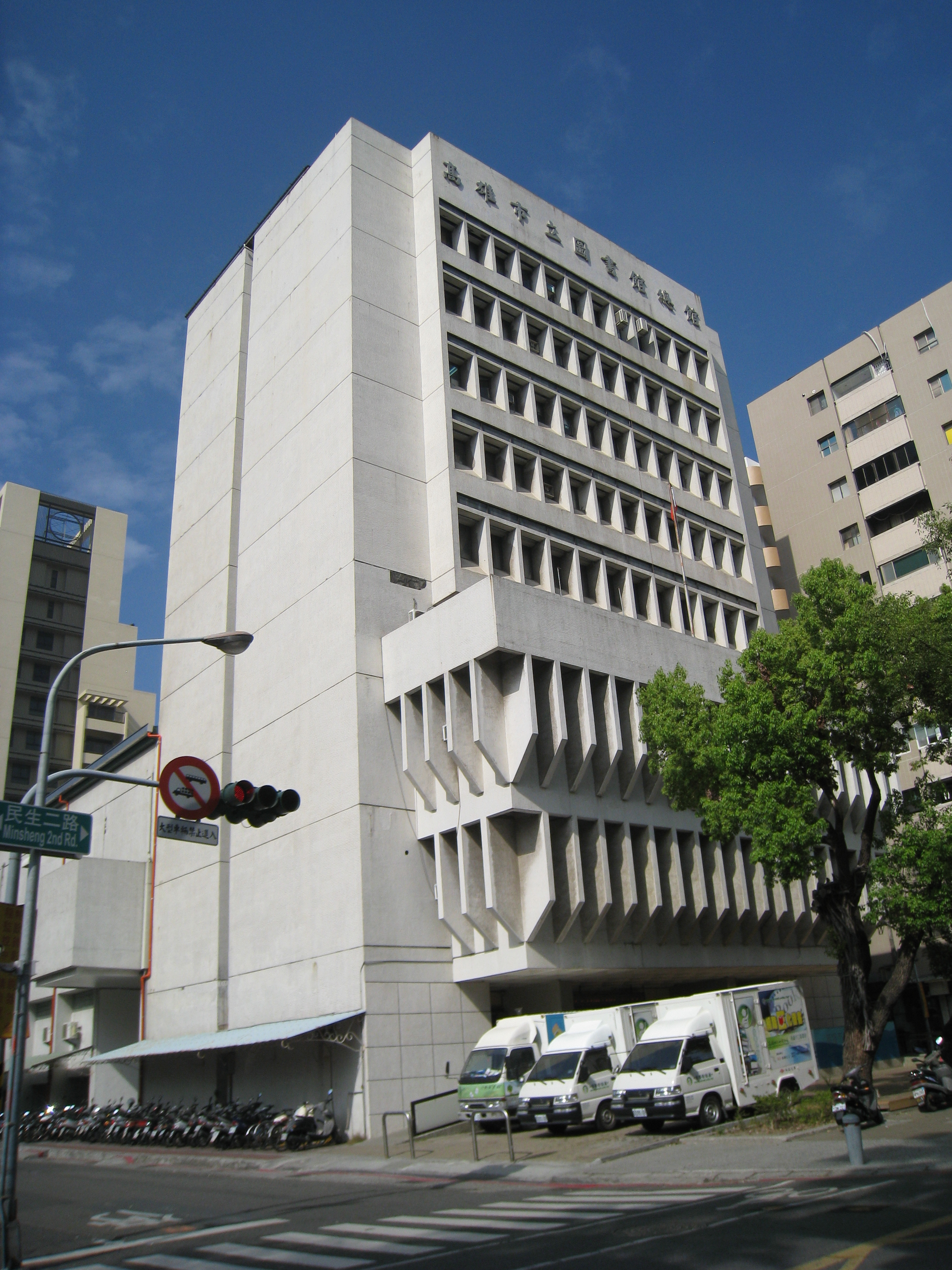
位於民生路的舊總館

## 建築與設施

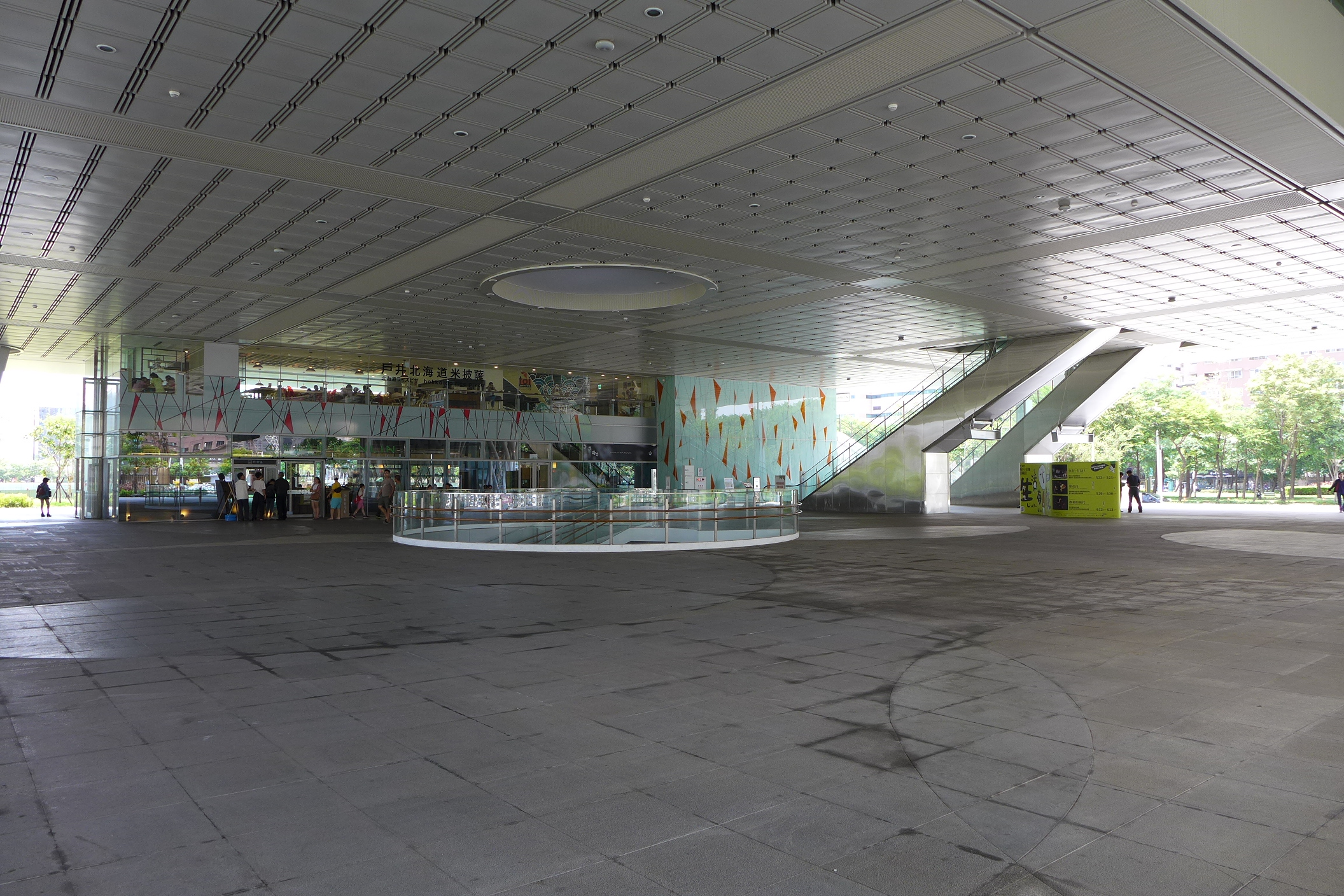
1樓總圖廣場

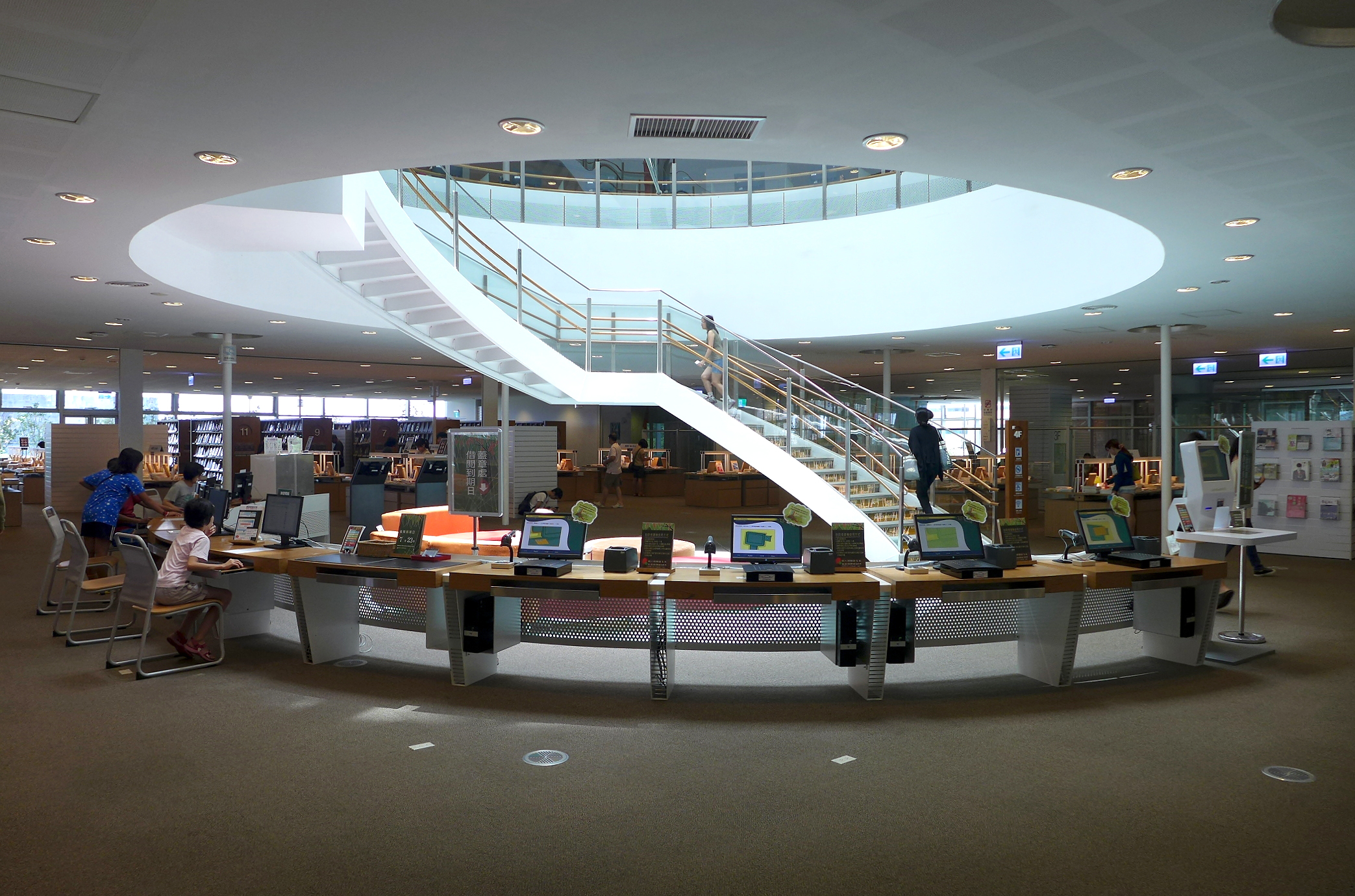
3樓階梯閣樓

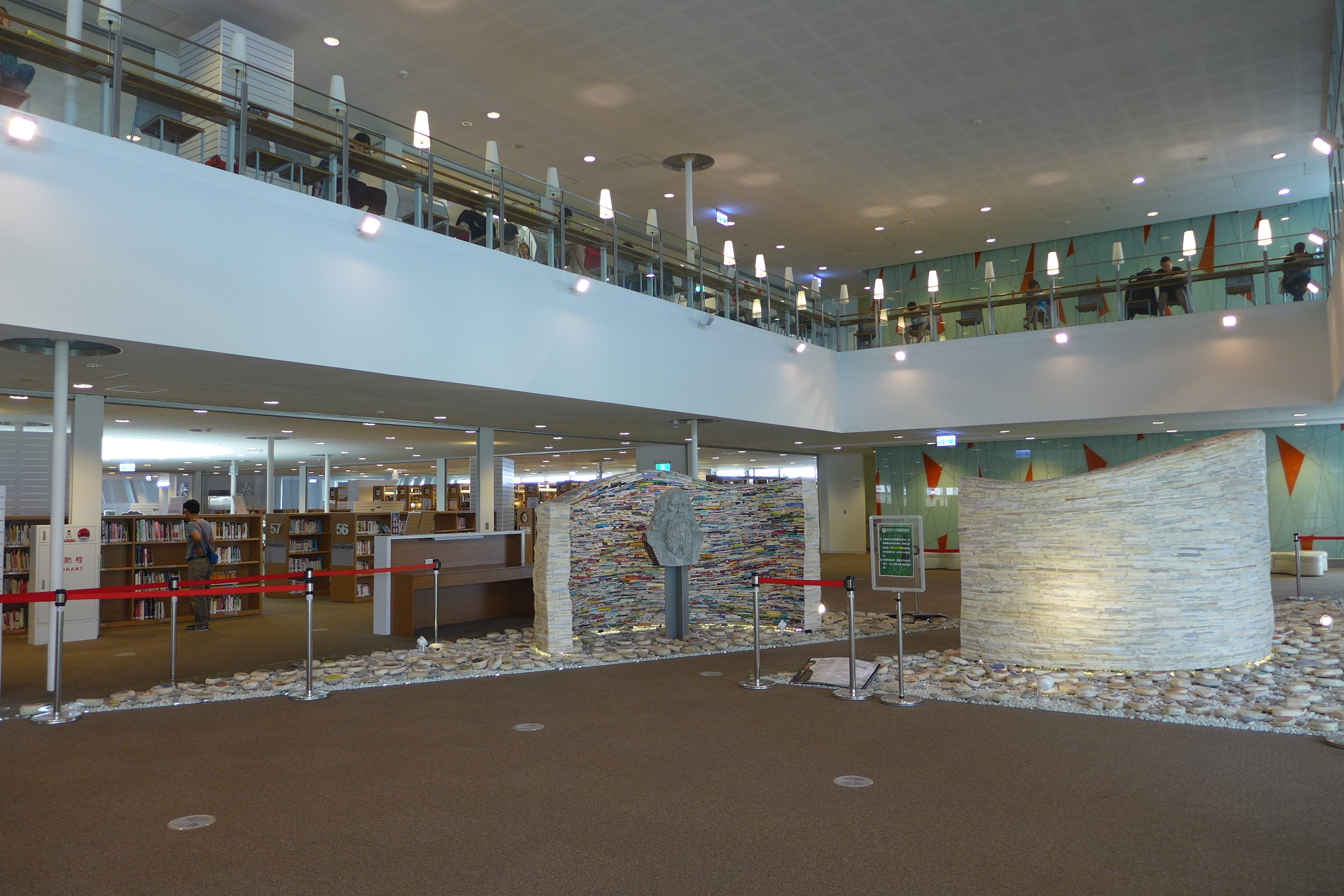
4樓公共藝術區

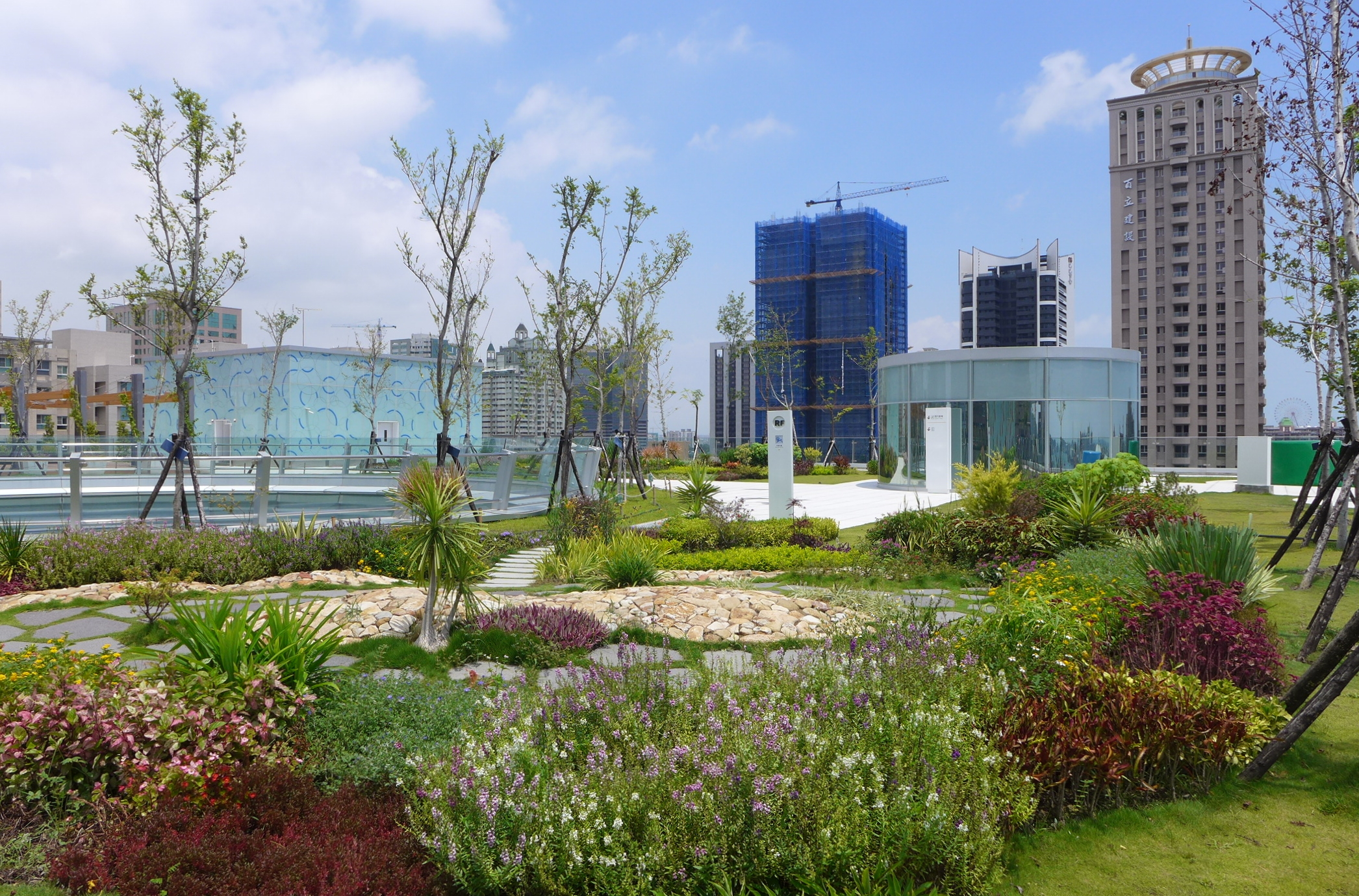
頂樓的新灣花園

本館占地面積2萬平方公尺，樓板面積有37,000平方公尺，每層的寬闊度為67.2公尺乘67.2公尺呈正方形，於樓板4個端角設立結構服務核，以懸吊樓板的方法將傳統直徑90公分的結構柱轉換成6至12公分鋼索，館中央設計巨型天井，於地面層挑高7.5公尺作為大尺度川堂，外觀採用綠建築，各樓層陽台以桂花植成樹籬，遮蔽陽光直射，館前廣場有40公尺深的活動區，館內設置臺灣國內第1座國際繪本中心圖書館暨兒童劇場。
本總館已取得7項銀級綠建築候選證書，除了透過巨型天井設置空中庭園營造綠色環境外，更引入大量自然光源，並藉以戶外庭園空氣流動循環達到自然透風換氣效果，當戶外低於攝氏26度，即可關閉中央空調系統；此外也創下全球及臺灣6項第一，包括全世界第1座懸吊式綠建築、擁有全球最大懸吊景觀中庭、全球景觀穿透性最高的圖書館、全球首座挑高7.5公尺無柱遮蔽式廣場、全國首座全方位系統建築、全國最具功能彈性建築物。
| 樓層   | 樓層     | 書籍典藏區書目                                                                     | 樓層指引                                                         | 館藏檢索機 | 服務台/自助借(還)書區 | 北側電梯                      | 南側電梯                      |
| ------ | -------- | ---------------------------------------------------------------------------------- | ---------------------------------------------------------------- | ---------- | --------------------- | ----------------------------- | ----------------------------- |
| 頂樓RF | 新灣花園 | -                                                                                  | 露天劇場 • 新灣花園                                              | -          | -                     | ●                             | -                             |
| 8樓    | 8樓      | -                                                                                  | 際會廳 • 華立廳 • 館長室 • 副館長室 • 行政辦公室                 | -          | -                     | ●                             | -                             |
| 7樓    | 光陽館   | 總類 • 哲學類 • 宗教類 • 科學類 • 應用科學類 • 社會科學類                          | 際會廳                                                           | ●          | 自助借書區            | ●                             | ●                             |
| 6樓    | 6樓      | 史地類 •文學類 • 藝術類                                                            | 館中樹、連天井 • 自助影印區                                      | ●          | -                     | -                             | ●                             |
| 5樓    | 王禮館   | 多元文化區 • 參考資料區 • 留學資料區 • 青少年資料區 • 教育部公共圖書館南區資源中心 | 行動座位使用區 • 自助影印區                                      | ●          | -                     | -                             | ●                             |
| 4樓    | 英士館   | 多媒體資料區 • 高雄書專區 • 視障資料區 • 語言學習區                                | 行動裝置座位區 • 公共藝術 • 資訊檢索區(公用電腦) • 自助影印區    | ●          | 多媒體服務台          | -                             | ●                             |
| 3樓    | 大廳     | 新書/熱門書區 • 期刊區 • 樂齡資料區                                                | 階梯閣樓 • 感恩樹 • 商店（Lab Library Cafe） • 自助影印區        | ●          | 總服務台 • 自助借書區 | ●                             | ●                             |
| 2樓    | 2樓      | -                                                                                  | 商店（LAB cafe）                                                 | -          | -                     | 自1樓總圖廣場餐廳專用樓梯上樓 | 自1樓總圖廣場餐廳專用樓梯上樓 |
| 1樓    | 總圖廣場 | -                                                                                  | 警衛室 • 商店（翰林茶館） • 圖書物流室 • 汽機車/自行車戶外停車場 | -          | 自助還書區            | ●                             | ●                             |
| B1樓   | B1樓     | 國際繪本中心                                                                       | 小劇場 • 置物區 • 多功能活動室 • 密集書庫(未開放) • 員工停車場   | ●          | 服務台 • 自助借書區   | ●                             | -                             |

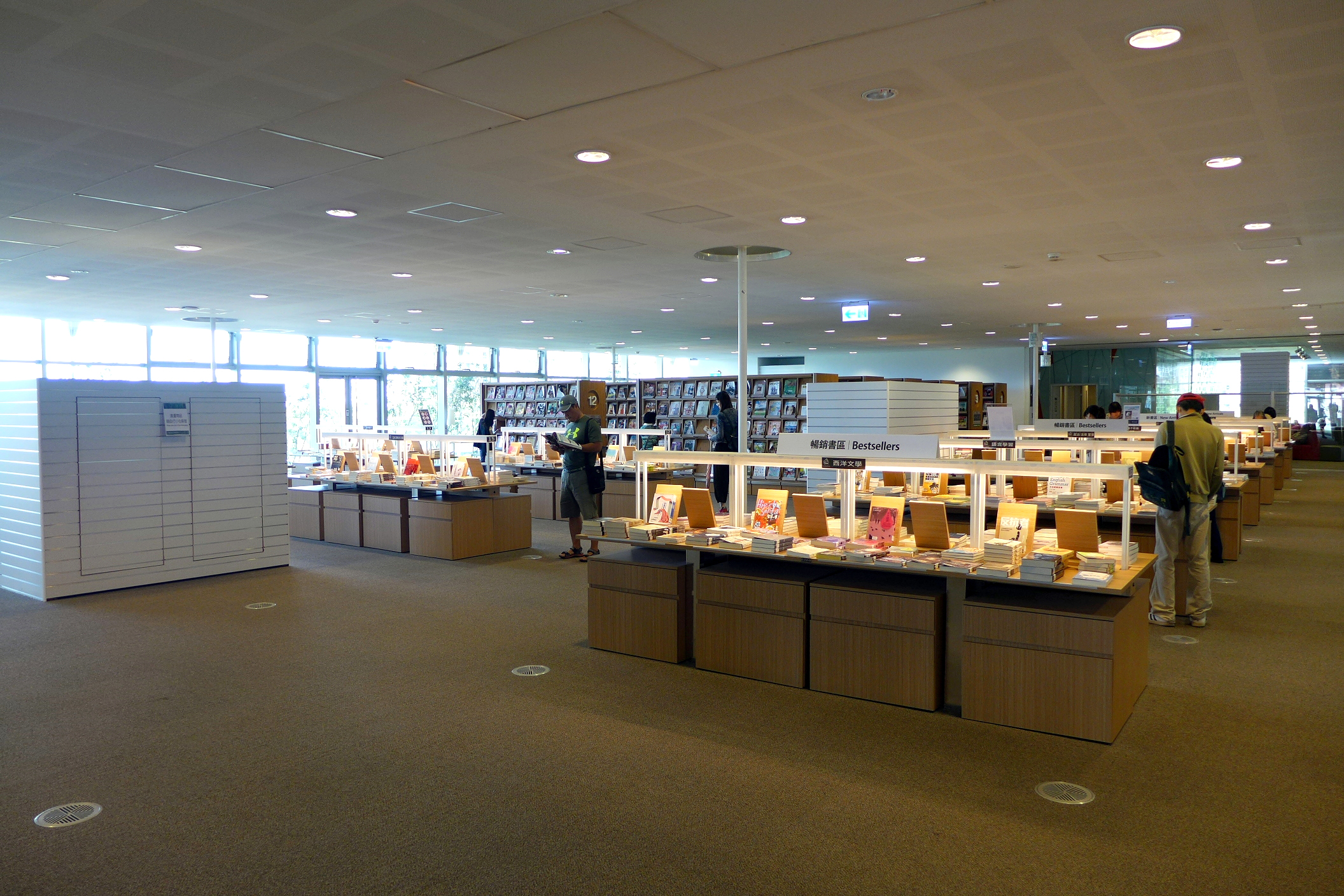
3樓 新書/熱門書區、期刊區
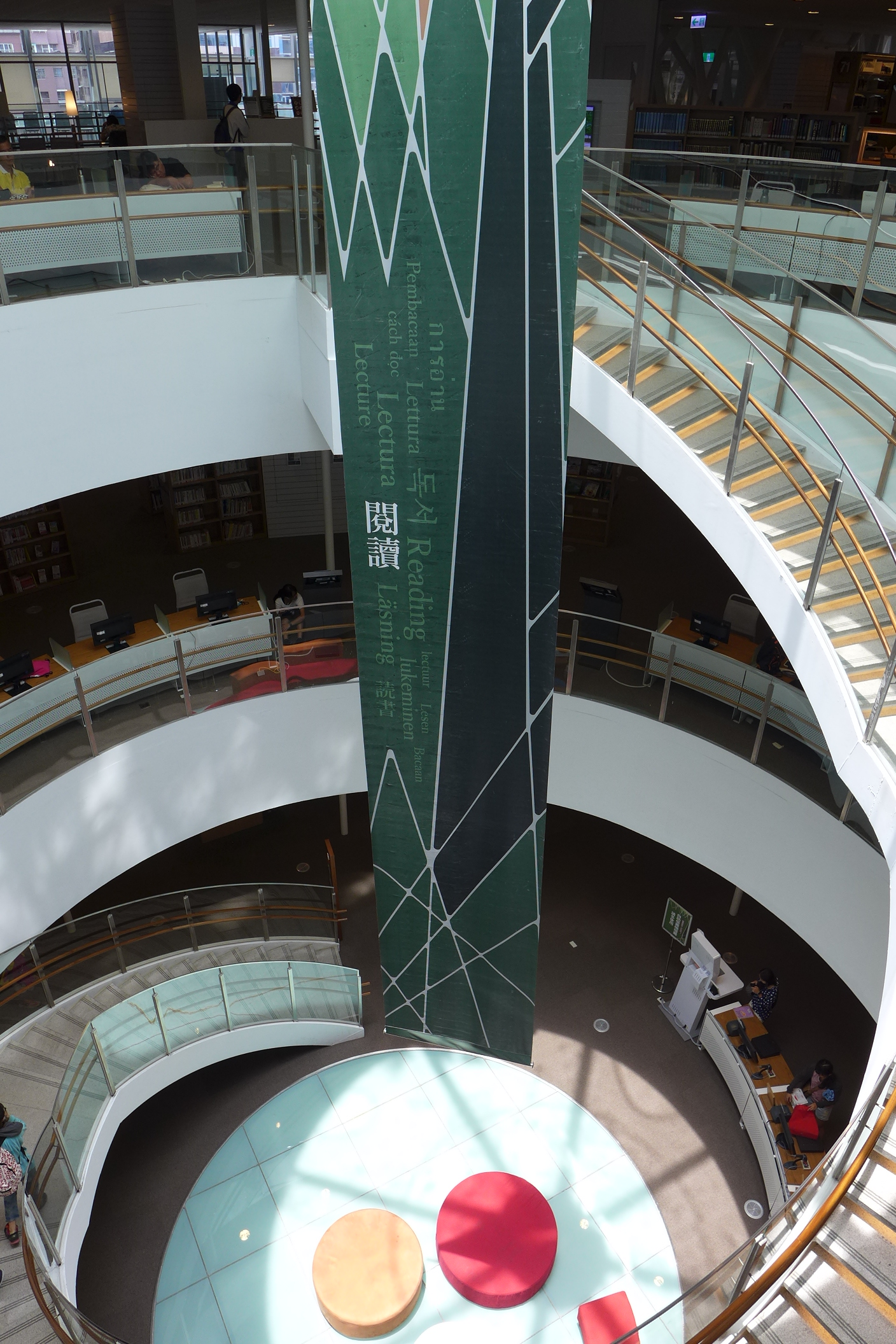
階梯閣樓
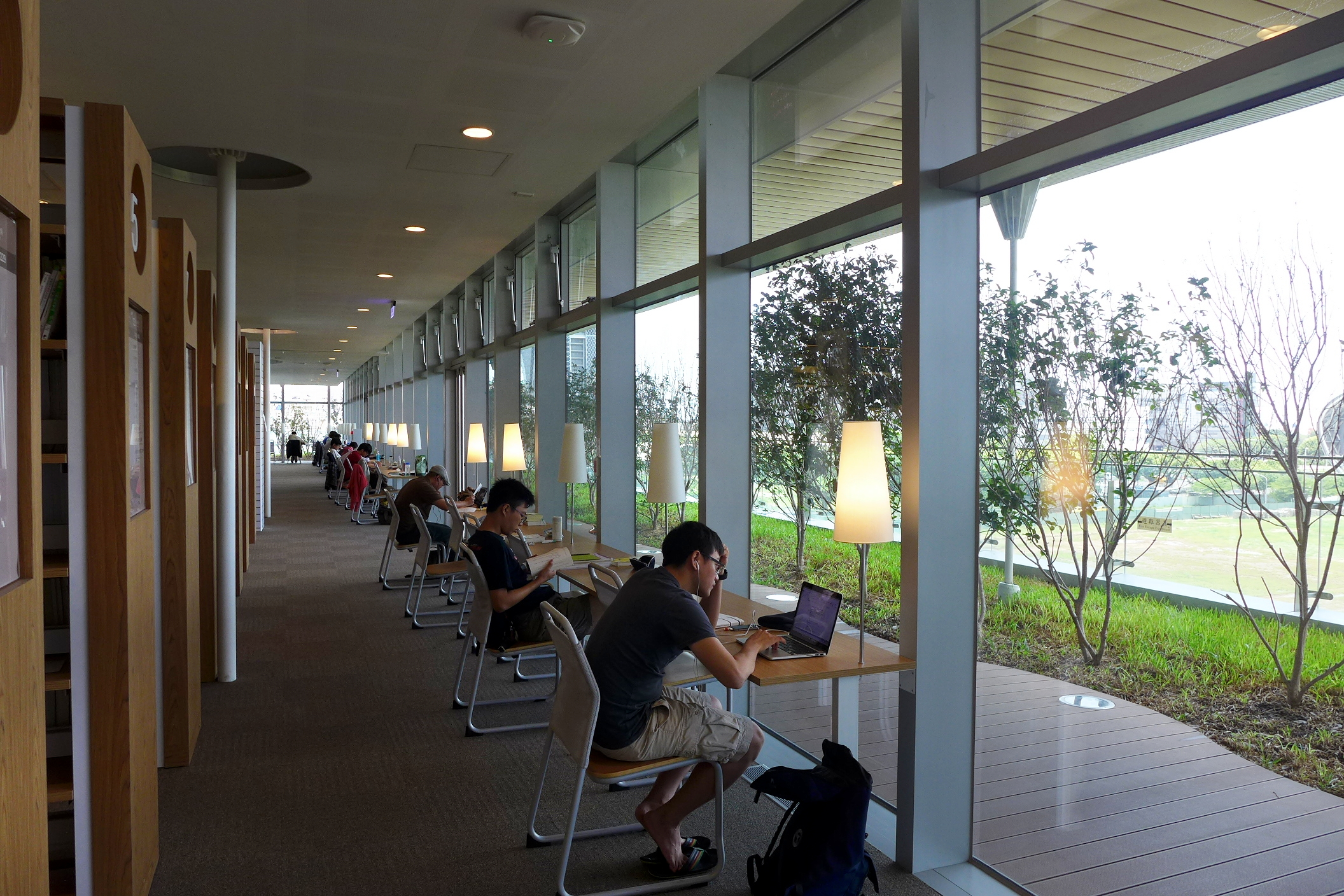
4樓行動裝置座位區
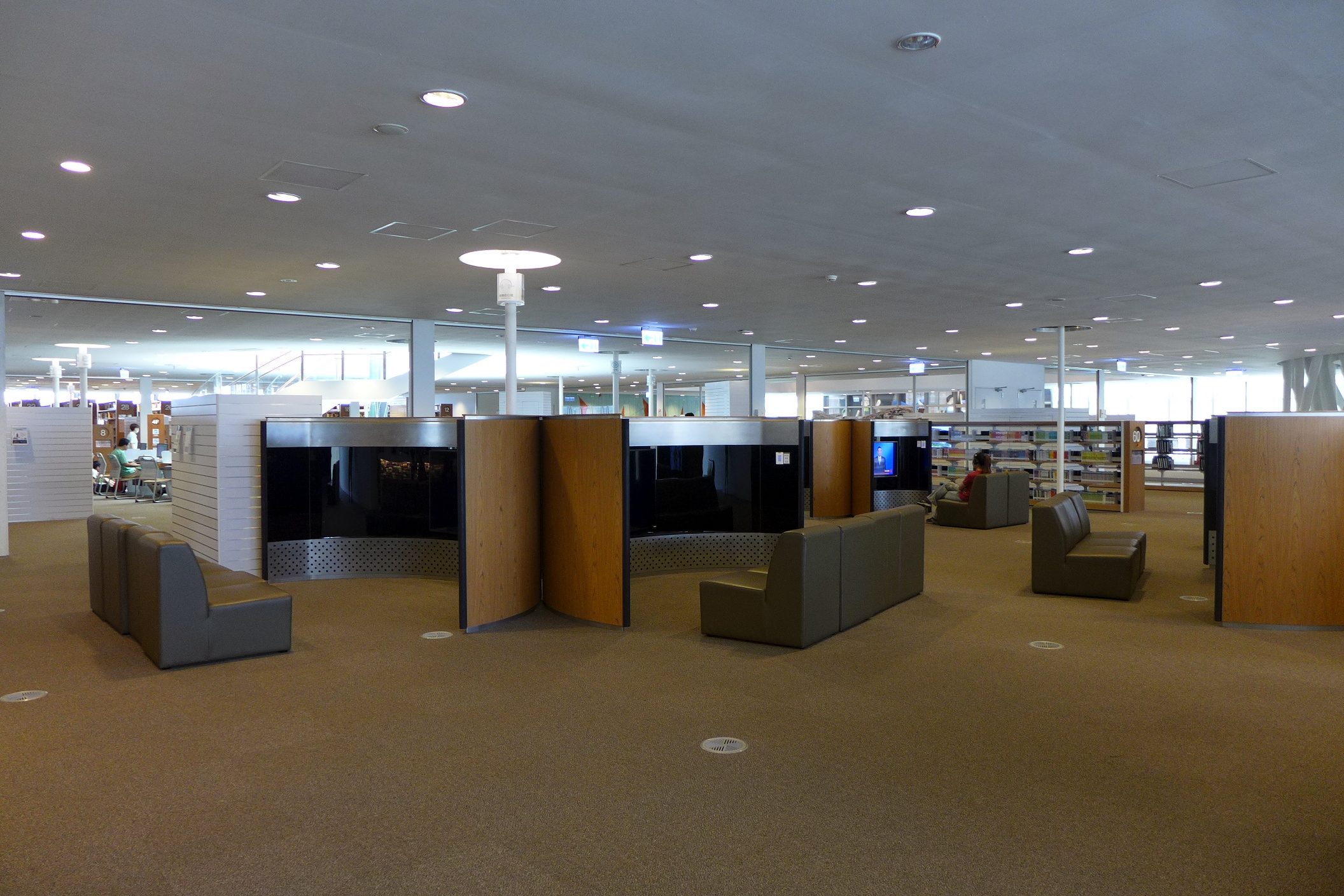
5樓多元文化區
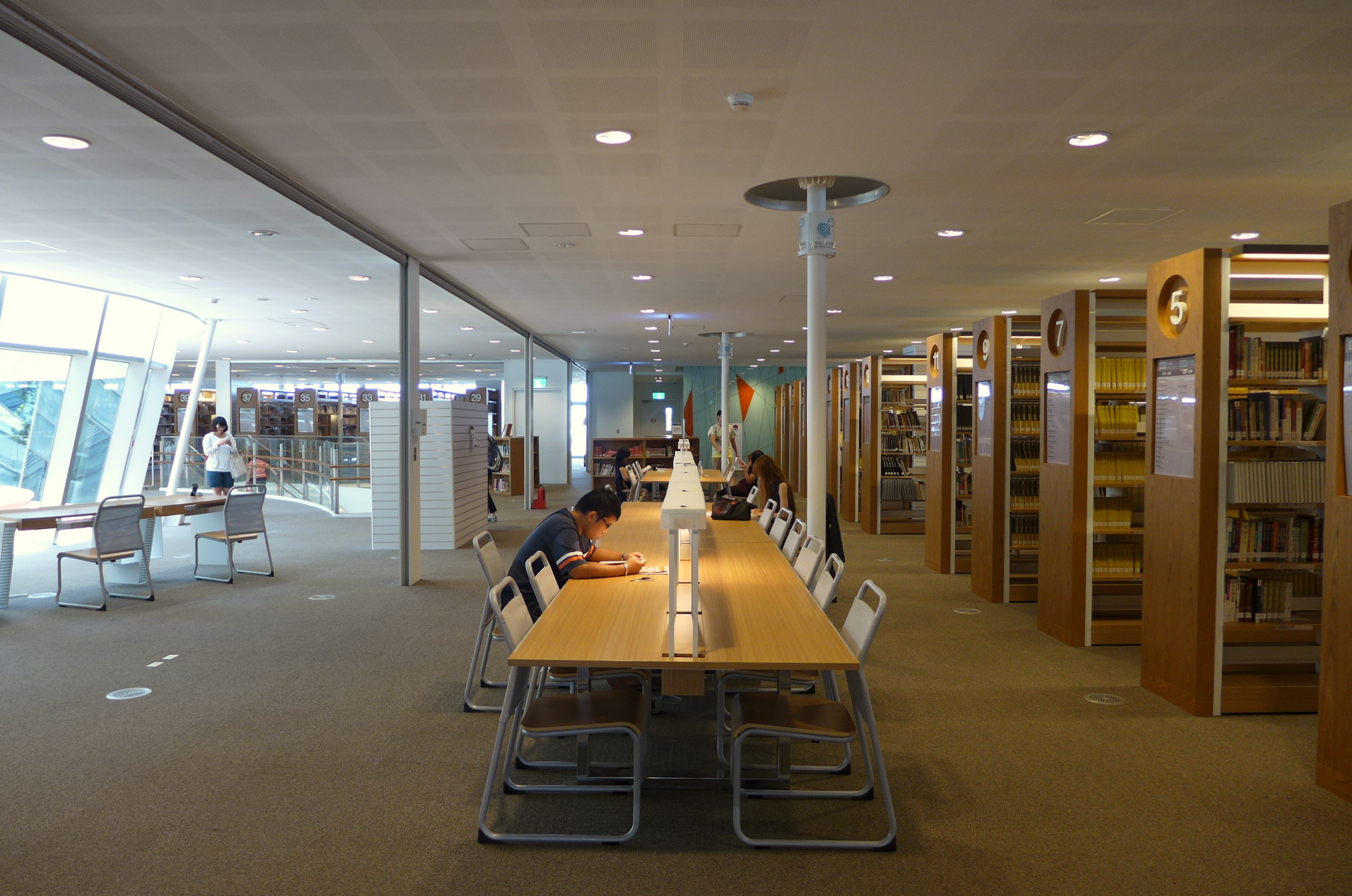
圖書館6樓
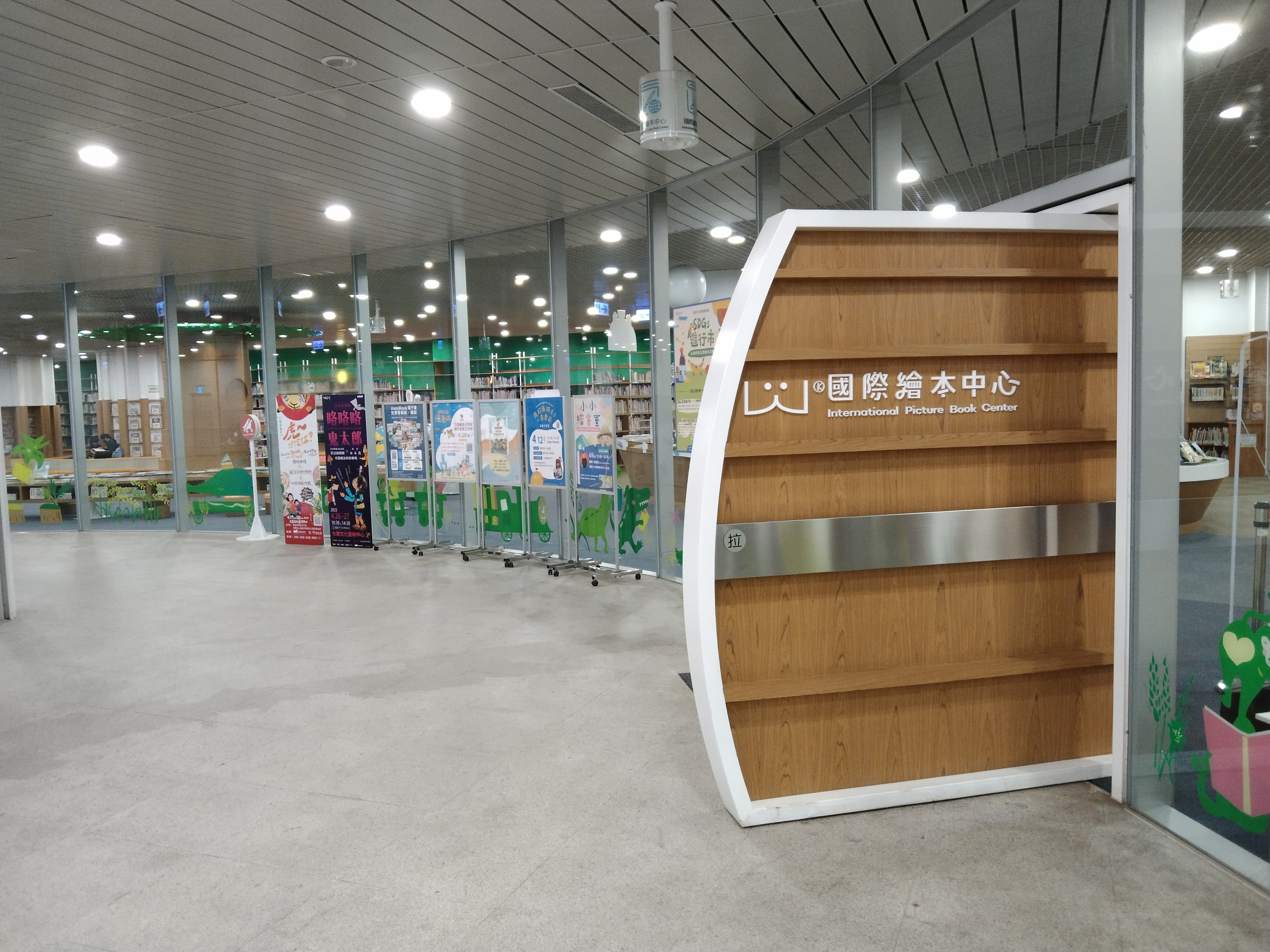
B1國際繪本中心

### 總館共構會展文創會館

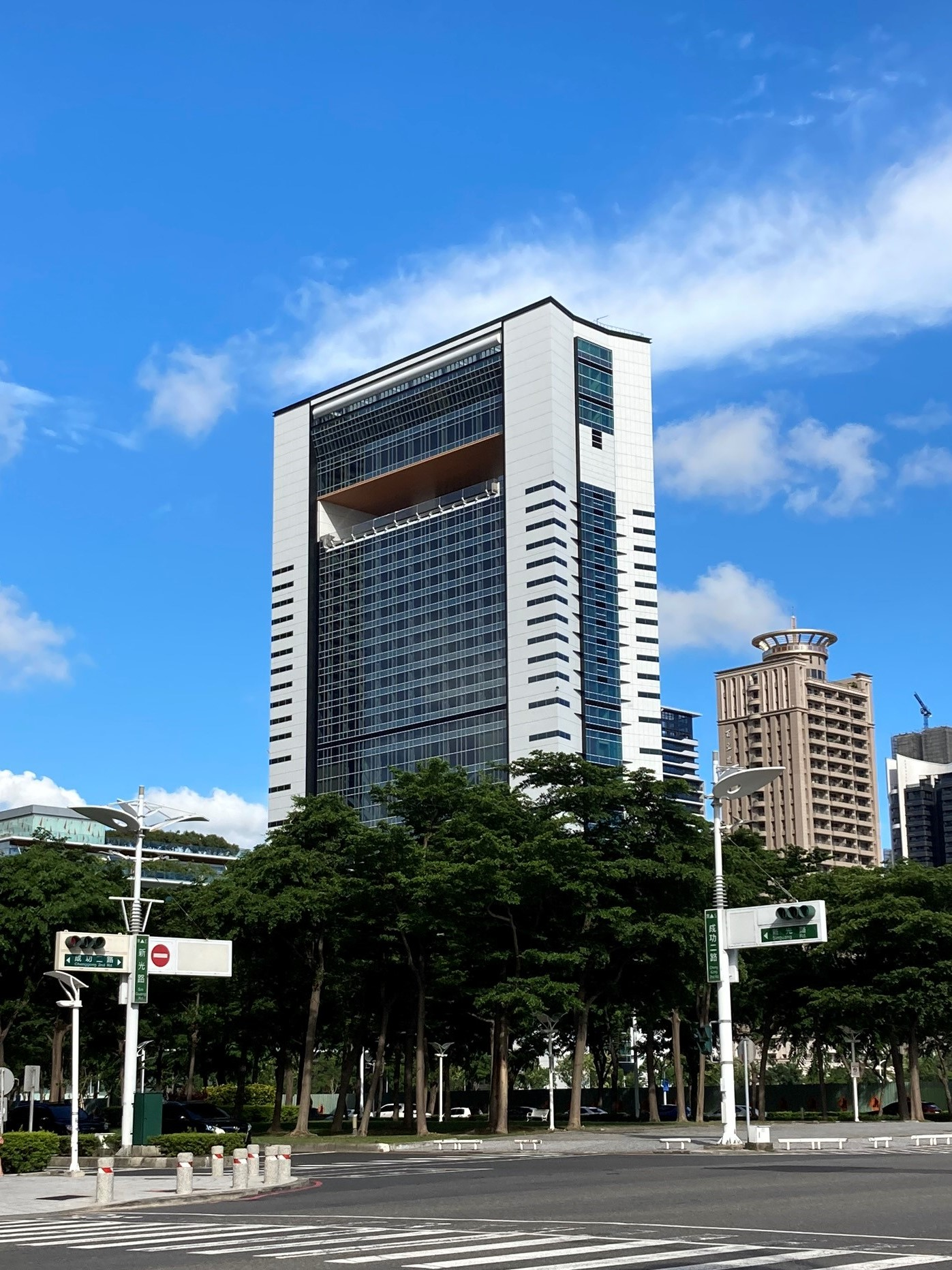
二期共構會展文創會館

位於總館南側，為第二期開發計畫，面積約6,554平方公尺，可開發樓地板面積約4萬2千平方公尺。由高雄市政府與台灣人壽合作以BOT模式經營，為一棟地上27樓、地下6樓的建築，內含書店、餐廳、影城和208間客房的旅館。開幕後將挹注新圖書總館營運費用，並且提供緊鄰的高雄展覽館住宿及研習設施，形成文創產業聚落，打造高雄海洋城市文創產業。
旅館部分，原先台灣人壽將委由都會生活開發經營，不過因集團經營策略改變，都會生活開發已確定退出，並確定改由承億文旅集團接手，將以承億酒店為名營業，營業樓層為會館的9樓至頂樓，共約14,000坪，包含208間客房、4間主題餐廳、高空健身房及SPA、酒藏圖書館、3間戶外式景觀酒吧和全台灣唯一50公尺的高空透明無邊際泳池。工程於2016年12月18日動土，2022年6月試營運。影城部分由喜樂時代影城進駐，位於地上2至4樓，2022年10月14日試營運、2022年12月8日正式開幕。

## 獲獎紀錄
- 2015年，經台灣圖書館學會(LAROC)評選為臺灣十大非去不可圖書館中第一名[17]。
- 2016年，在世界不動產聯盟(FIABCI)舉辦之「全球卓越建設獎」(FIABCI Prix d'Excellence Awards 2016 （页面存档备份，存于）)中勇奪2016年公部門基礎建設/環境適意工程類首獎。

## 交通資訊

### 捷運
- █ 捷運紅線三多商圈站

### 輕軌
- █ 環狀輕軌高雄展覽館站

### 公車
- 高雄市公車：
  - 圖書總館
    - 70、100、168、205、214、紅21、紅22、綠1區

  - 新光路口（圖書總館）
    - 黃1

### 公共自行車
- 高雄市公共自行車租賃系統：
  - 高雄市圖書館總館：新光路61號(旁)
  - 新光成功路口：新光路142號(對面綠園道)
  - 新光自強路口：新光路自強三路口(綠園道廣場)

## 外部連結
- 高雄市立圖書館總館 （页面存档备份，存于）
- YouTube上的20110527全世界第一個懸吊式綠建築 高市圖新總館即將誕生.林神行.2011-05-27
- 高雄市立圖書館總新建工程 （页面存档备份，存于）
- 高雄市立圖書館 （页面存档备份，存于）